# Улица 25 Октября (Воронеж)
улица 25 Октября — улица в исторической части Воронежа (Центральный район), проходит от Проспекта Революции до улицы Чернышевского. Протяжённость улицы более 900 метров.

## История
Существовала уже в середине XVIII века, вела от берега реки Воронеж по узкому холму к центру города. При перестройке города после грандиозного пожара 1773 года по плану, выполненному к 1774 году комиссией под руководством архитектора И. Е. Старова, была значительно спрямлена на всём протяжении. Название Большая Богоявленская (или просто Богоявленская) получила по близ расположенной церкви. Каменный храм уже существовал здесь, сооруженный взамен деревянного в 1733—1763 годах.
Важным событием в жизни города стало открытие в 1899 году первой в городе электростанции (современный д. 41).
После установления советской власти улица одной из первых, в 1918 году, была переименована. Новое название получила в память годом ранее свершившейся революции (по принятому тогда в стране Юлианскому календарю — 25 октября).
В годы Великой Отечественной войны застройка улицы сильно пострадала от обстрелов
В 2002 году историческое название улицы — Большая Богоявленская — было добавлено к ныне существующему.

## Достопримечательности

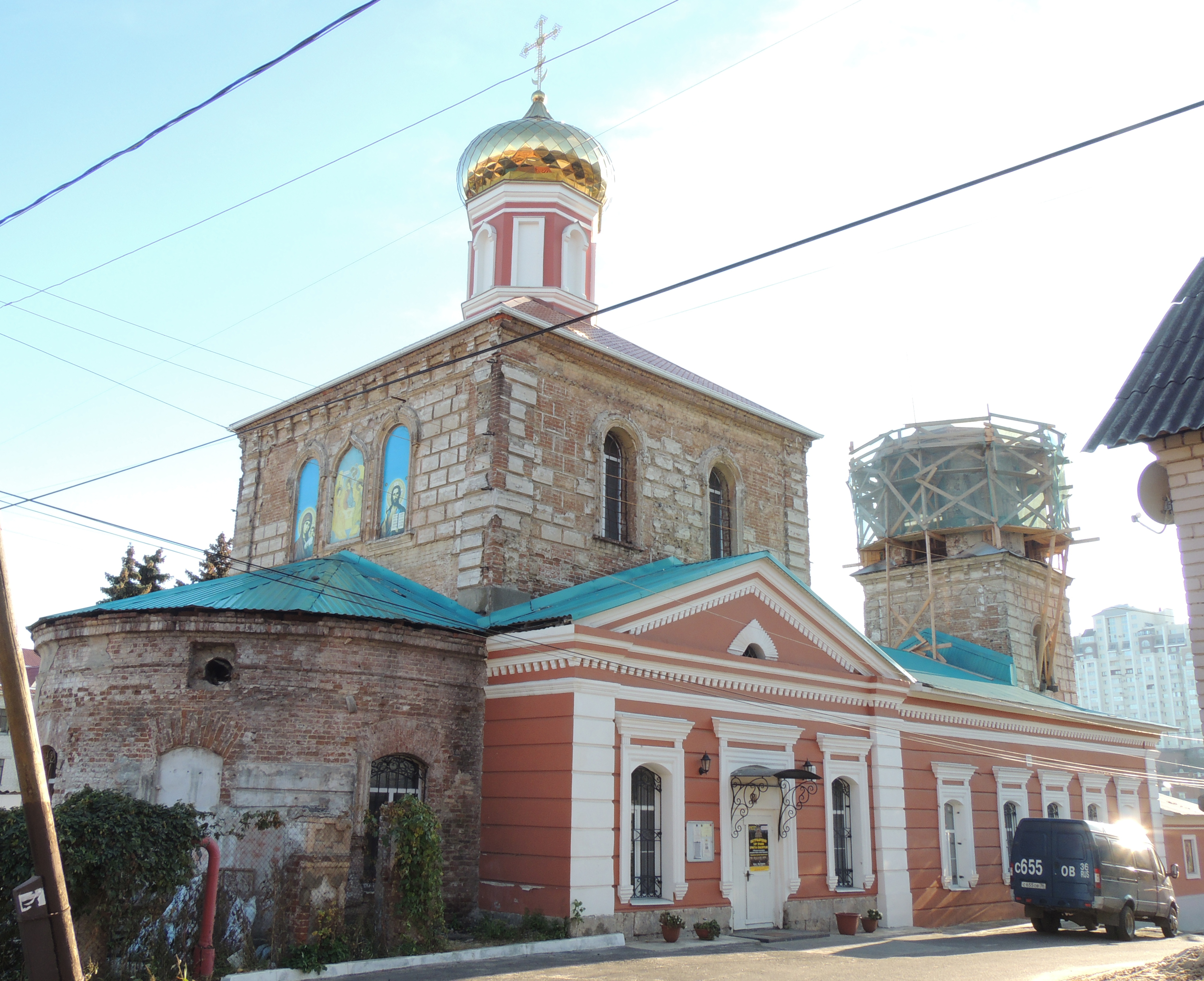
Богоявленская церковь

д. 15 — Дом с лечебницей врача Грейденберга, где работал врач Русанов
д. 17 — Жилой дом Беловой
д. 17а — Богоявленская церковь
д. 21 — Дом Дольских
д. 43 — Электроподстанция
Братская могила воинов погибших в Великую Отечественную войну на Чижовском плацдарме